# Tajemství pouze služební
Tajemství pouze služební je český povídkový film z roku 2016 od producenta Tomáše Magnuska a slovenského spisovatele Pavola Zeleňáka, který film režíroval podle své knižní předlohy "Keď sú tajomstvá iba služobné" z roku 2012. Film je složený ze čtyř povídek, přičemž každou z nich spojuje nějaké služební tajemství. Jmenovitě jsou to tajemství bankovní, zpovědní, lékařské a státní.

## Obsazení a postavy
| Oldřich Vlach     | výherce - Povídka první: Tajemství bankovní                     |
| Regina Rázlová    | výhercova manželka - Povídka první: Tajemství bankovní          |
| Ivana Andrlová    | bankovní úřednice - Povídka první: Tajemství bankovní           |
| Jan Hrušínský     | šéf zločinecké organizace - Povídka první: Tajemství bankovní   |
| Radúz Mácha       | bankovní úředník - Povídka první: Tajemství bankovní            |
| Jan Kuželka       | vedoucí sázkové společnosti - Povídka první: Tajemství bankovní |
| Rudolf Jelínek    | farář - Povídka druhá: Tajemství zpovědní                       |
| Jiří Krampol      | notář - Povídka druhá: Tajemství zpovědní                       |
| Jan Přeučil       | znalec - Povídka druhá: Tajemství zpovědní                      |
| Dagmar Patrasová  | exekutorka - Povídka druhá: Tajemství zpovědní                  |
| Václav Vydra      | vyšetřovatel - Povídka druhá: Tajemství zpovědní                |
| Zdeněk Srstka     | zloděj - Povídka druhá: Tajemství zpovědní                      |
| Ladislav Županič  | lékař - Povídka třetí: Tajemství lékařské                       |
| Pavel Trávníček   | účetní - Povídka třetí: Tajemství lékařské                      |
| Petr Oliva        | účetní - Povídka třetí: Tajemství lékařské                      |
| Miluše Bittnerová | šéfová - Povídka třetí: Tajemství lékařské                      |
| Vladimír Kratina  | major - Povídka čtvrtá: Tajemství státní                        |
| Martin Dejdar     | ministr - Povídka čtvrtá: Tajemství státní                      |
| Ivan Vyskočil     | cizinec - Povídka čtvrtá: Tajemství státní                      |
| Tomáš Magnusek    | poručík - Povídka čtvrtá: Tajemství státní                      |
| Pavol Zeleňák     | dědic - Povídka druhá: Tajemství zpovědní                       |